# Edificio de la Cámara de Diputados de Santiago del Estero
El Edificio de la Cámara de Diputados de Santiago del Estero es la sede del Poder Legislativo de la provincia de Santiago del Estero, Argentina. Se encuentra ubicado en la ciudad capital de dicha provincia, en la esquina de Avenida Roca y Patagonia.
Está emplazado en el predio de lo que fue el antiguo edificio de Obras Sanitarias de la Nación. Tiene como rasgo particular la recuperación y puesta en valor del antiguo tanque elevado metálico que fue utilizado para la distribución de agua potable en toda la ciudad.
Fue inaugurado el 8 de abril de 2014 por la gobernadora Claudia Ledesma Abdala de Zamora.
El edificio de la Legislatura se encuentra próximo a la Estación Terminal de Ómnibus de Santiago del Estero, en una zona cívica de la ciudad que está jerarquizada por otros edificios públicos, como el Centro de Convenciones, el edificio de Tribunales y la Casa de Gobierno, formando un eje cívico por la proximidad entre ellos.

## Antecedentes
El Poder Legislativo de la Provincia de Santiago del Estero se creó en febrero de 1826, durante el gobierno de Juan Felipe Ibarra. Se constituía por un sistema unicameral, llamada Sala de Representantes, y su primera sede se encontraba en la casa de dicho gobernador, ubicada en la esquina de las actuales calles Avellaneda y 25 de Mayo.
Posteriormente, en el año 1868, durante el gobierno de Manuel Taboada, la sede fue trasladada al edificio donde actualmente se encuentra el Centro Cultural del Bicentenario. En ese entonces funcionaban allí la Casa de Gobierno y la Sala de Representantes. Posteriormente, con la reforma de la Constitución Provincial en el año 1888, la Sala de Representantes pasó llamarse Cámara de Diputados.
En 1928, el Poder Legislativo fue trasladado hacia el teatro 25 de Mayo de la ciudad capital. Este Honorable Cuerpo desempeñaba sus funciones en un salón ubicado en la planta alta de dicho edificio.
El 27 de abril de 2011, el entonces gobernador de la provincia Gerardo Zamora, anunció la construcción de un edificio propio, solucionando la ausencia de una sede propia para el Poder Legislativo santiagueño en casi 200 años de historia de la provincia.

## Premisas del proyecto

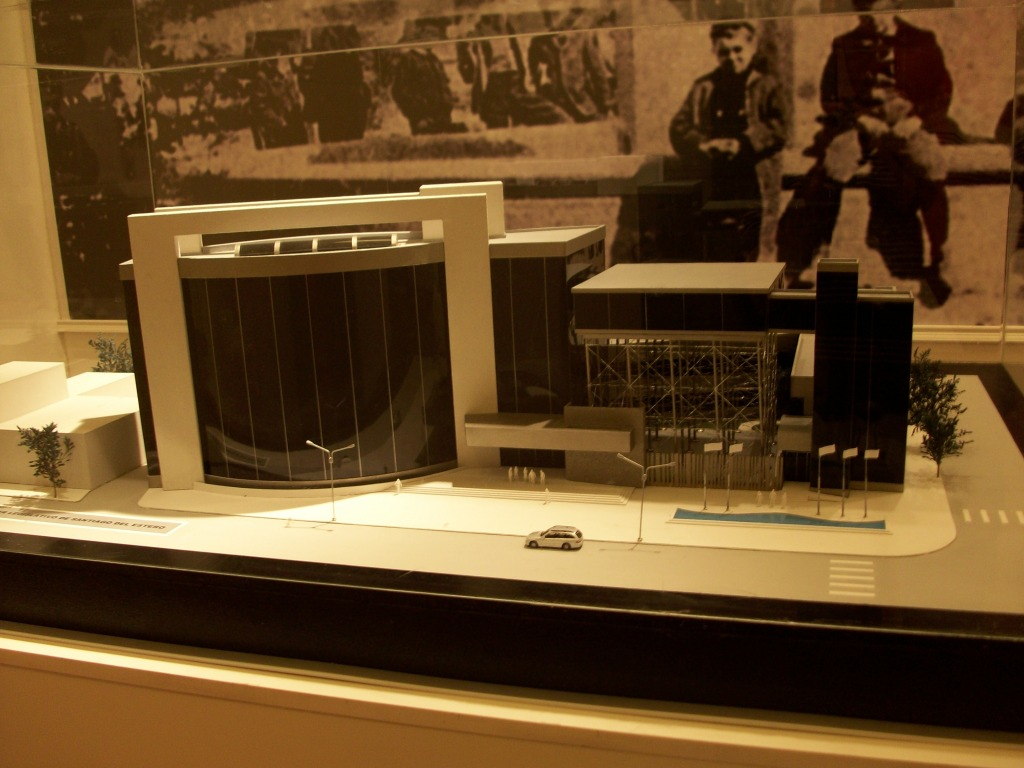
Maqueta a escala del proyecto propuesto para el nuevo edificio de la Cámara de Diputados de Santiago del Estero.

Unir la imagen arquitectónica e imagen institucional, en el sentido de proponer una estética propia, un edificio de gran prestigio, sofisticación y refinamiento. Entender al edificio con el concepto de unicidad, con identidad propia y formas propias.
Está conformado por una planta baja con funciones públicas sociales integradoras, una plaza cívica de exposiciones como unión de los diferentes sectores con criterios circulatorios eficientes y la expresión clara y directa de las partes del edificio. El edificio se inserta sobre un predio irregular (en forma de martillo) que cuenta con un tanque de estilo inglés de gran envergadura, que se encuentra en buen estado de mantenimiento, el cual fue motivo de generación de un partido arquitectónico, formando parte primordial del edificio, dándole una nueva función, la de salón de usos múltiples para uso del público. Se generó como un gran patio central de conexión entre los distintos sectores de la legislatura.

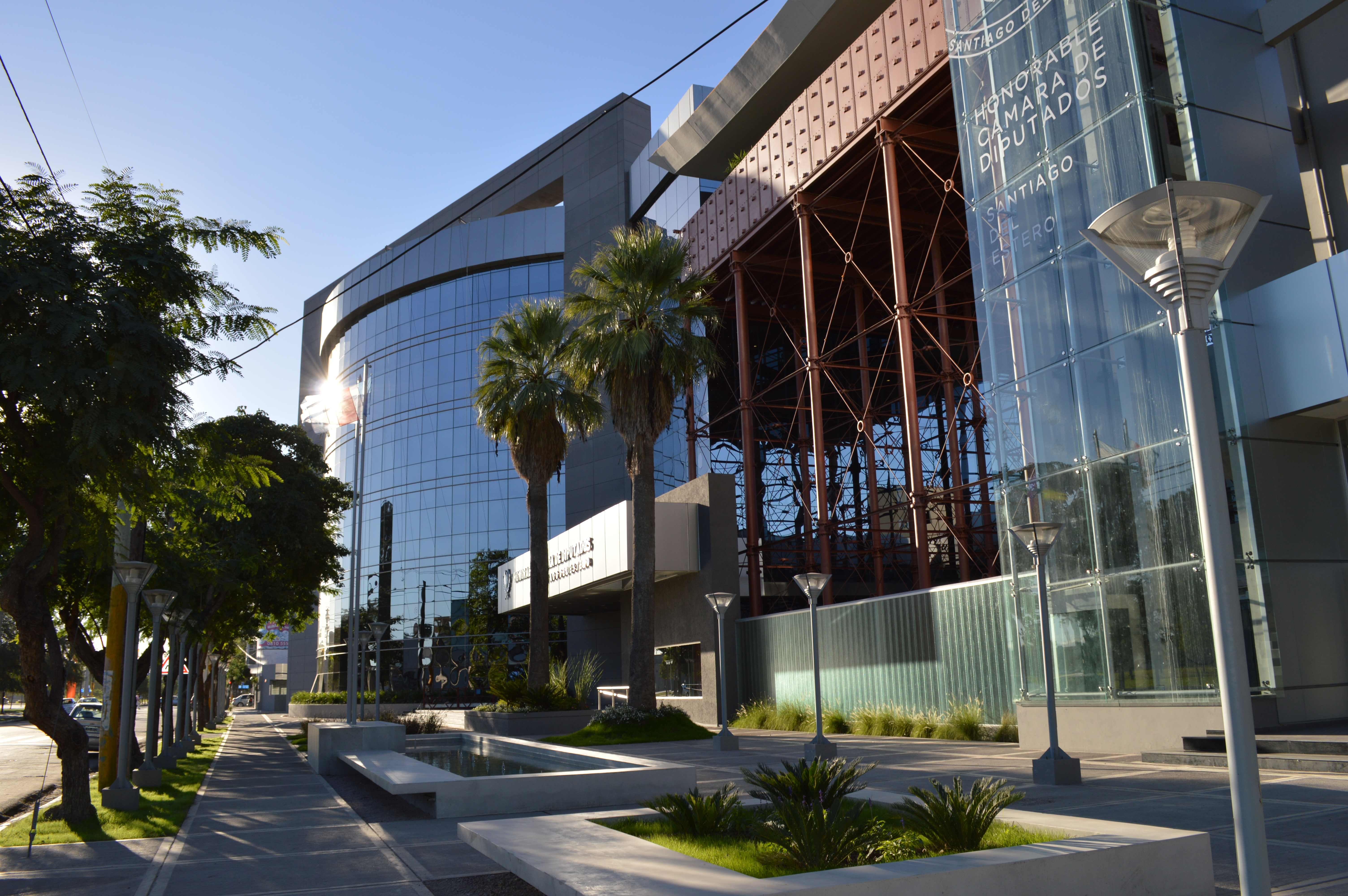
Ingreso del edificio sobre Avenida Roca.

El edificio tiene su acceso principal central con dos sectores claramente diferenciados; uno de la legislatura propiamente dicha que consta de planta baja y cuatro pisos y otra de los diputados que envuelve en planta baja y primer piso al perímetro del tanque, el cual se utiliza como plaza cívica de exposiciones. El recorrido peatonal se inicia en el hall de acceso principal y tiene las visuales al espacio central. En el primer piso se realizó una pasarela que recorre por debajo del tanque y se percibe el espacio de la plaza cívica de exposición, y conecta a un sector del edificio con el otro, acortando distancias en el recorrido total.
En planta baja, en el sector de diputados, se encuentra el estacionamiento del personal jerárquico, con un acceso secundario estratégicamente ubicado para una correcta distribución a los diferentes sectores. El tanque se percibe desde todos los ángulos, logrando un gran impacto visual, potenciado por ascensores panorámicos al exterior, desde donde está el acceso del público al salón de usos múltiples, o salón de fiestas y convenciones, privilegiando las visuales en toda la esquina.
En la ochava se realizó una fuente con luces en movimiento, donde se ubicaron mástiles; dicha fuente tiene un recorrido hacia el interior de la plaza cívica de exposiciones, en la planta baja, acompañando el recorrido del solado de ese sector.
El edificio formalmente cuenta con dos pórticos que unifican la volumetría total que se perciben a gran escala desde el exterior, donde se ubican las circulaciones verticales y núcleos sanitarios, dando un orden y claridad a cada nivel, optimizando la lectura por piso.

## Descripción de los espacios

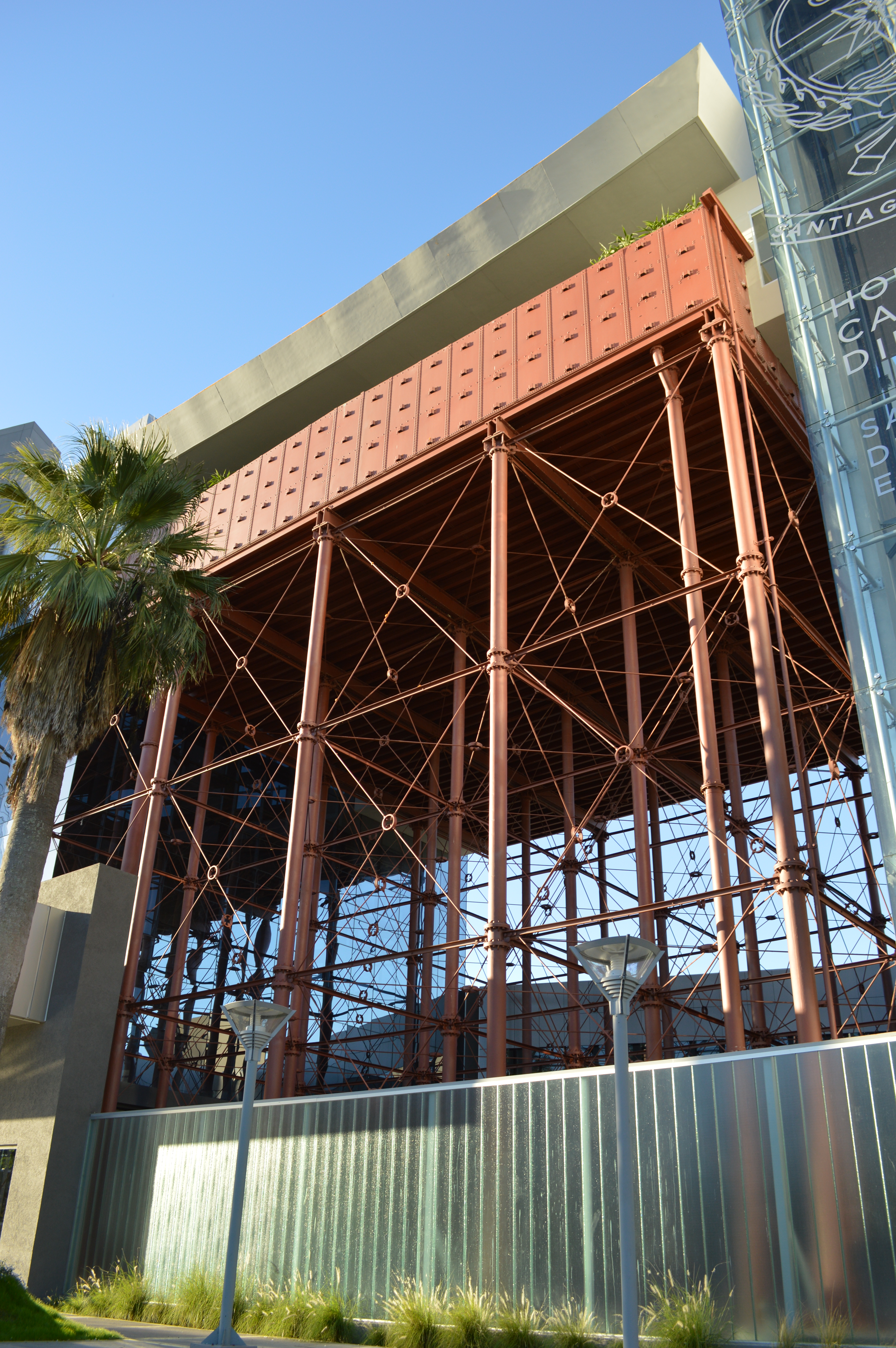
El antiguo tanque fue convertido en Salón de Usos Múltiples.

El edificio principal, está conformado por un óvalo vidriado y enmarcado en un pórtico de materialización dura, se desarrolla en cinco niveles: la planta baja, con el ingreso principal del conjunto sobre Avenida Roca, acoge la biblioteca y el bar de acceso público. En el primer y segundo niveles se encuentra la sala de sesiones con dos sectores: uno el nivel inferior donde se encuentra el sector de bancas para diputados, con el estrado para el presidente de la cámara y los secretarios, y el nivel superior o entrepiso de la sala, donde se ubica la tribuna para el público, ambos niveles tienen ingresos independientes. En el tercer nivel se encuentran las salas para reuniones de comisiones; en el cuarto nivel se encuentra la oficina privada para el vicegobernador, presidente de la cámara, con todas las oficinas que tienen vínculo directo con el funcionamiento del mismo. En el quinto nivel se encuentran las oficinas para las tareas administrativas.
El sector de oficinas para diputados en forma de “L” está revestido en alucobon y vidrio, y se desarrolla en dos niveles con oficinas individuales para los diputados; en su planta alta cuenta con dos salas de reuniones. El Salón de Usos Múltiples (S.U.M.) se desarrolla sobre el tanque elevado metálico que antiguamente funcionaba para la distribución del agua potable de la ciudad.
También se puede acceder desde el edificio principal, de manera privada, ya que posee comunicación con el cuarto nivel del edificio principal, que es el nivel donde se encuentra la oficina privada del presidente de la cámara.

## Aspectos constructivos

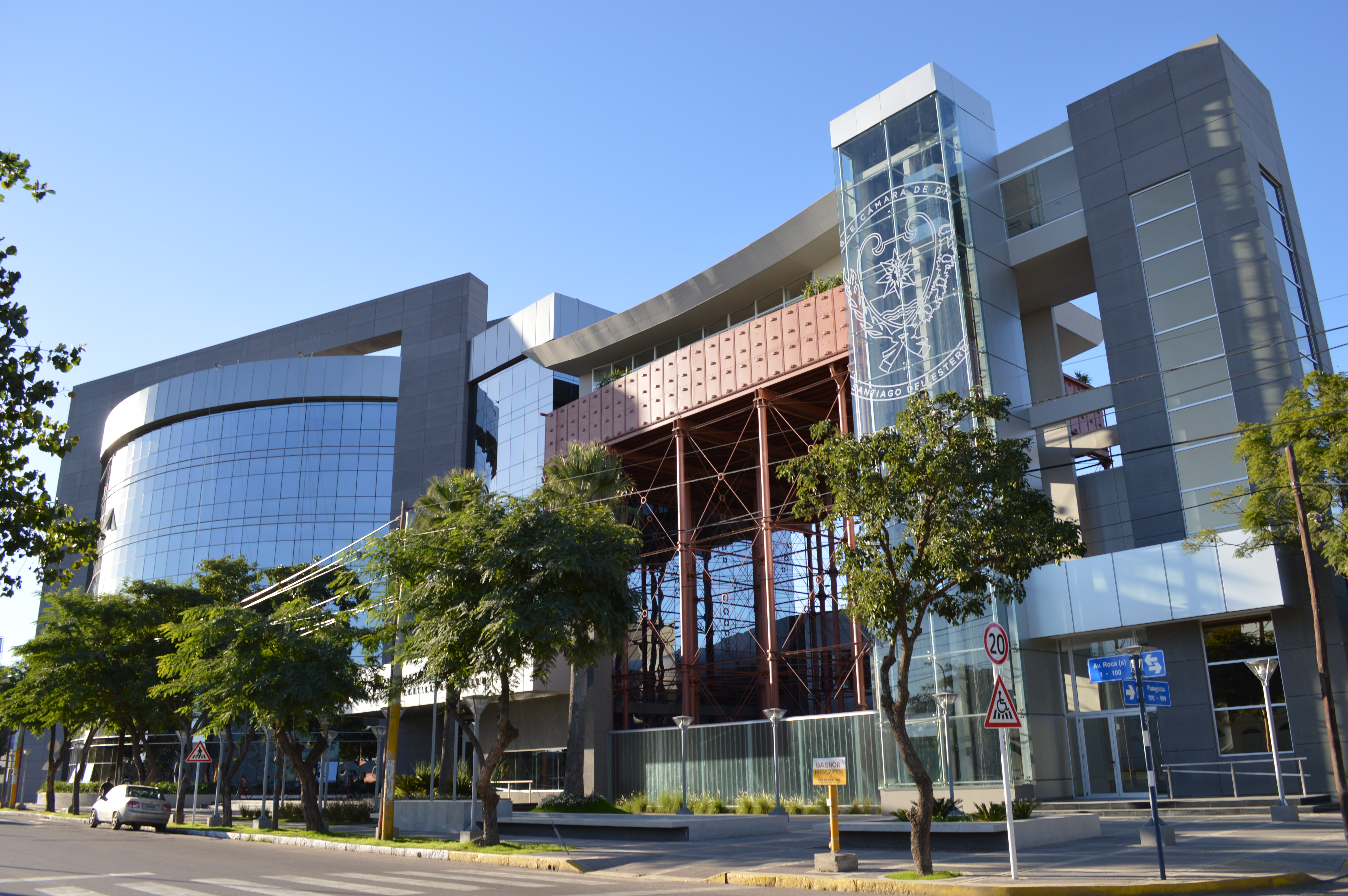
El edificio se caracteriza por su modernidad y la diversidad de materiales utilizados.

El edificio se realizó sobre columnas redondas de HºAº revestidas en acero inoxidable de gran altura que brindan al edificio un gran acceso al lobby de entrada, de cuádruple altura, donde se observan todos los niveles. Las fachadas de vidrio son de alta eficiencia, dobles y estratégicamente diseñadas para limitar la radiación solar y el brillo.
Este sistema realza la eficiencia energética del edificio brindando al mismo tiempo, mayor luminosidad y una mejor vista. El acceso se jerarquiza con una marquesina también en acero inoxidable de gran escala. Se destacan elementos como la iluminación natural dada por el muro cortina en todo el edificio, y bóveda corrida cenital en el 4º piso; la fuente de agua en el acceso con recorrido interior, dando la sensación de frescura a todo el edificio; el color y las texturas logradas por el vidrio, el acero inoxidable y el revestimiento en granito natural en paramentos como en solados. Se trabajó la estructura del edificio en hormigón armado con losas cruzadas también en HºAº; para la restauración del tanque se empleó P.V.C. como encofrado interno de gran liviandad; en su construcción se utilizaran materiales de muy alta calidad: revestimientos de granitos, ascensores con cabinas panorámicas, diferentes fuentes de agua con recorridos internos, y con la última tecnología en todas las instalaciones de aire acondicionado, eléctricos, electrónicos, seguridad e incendio.
También se puede acceder desde el edificio principal, de manera privada, ya que posee comunicación con el 4º nivel del edificio principal que es el nivel donde está ubicada la oficina privada del presidente de la cámara.